# Meine Mutter raubt die Braut
Meine Mutter raubt die Braut ist ein deutscher Fernsehfilm von Bettina Schoeller aus dem Jahr 2022. Es ist der achte Teil der Filmreihe Meine Mutter … mit Diana Amft und Margarita Broich in den Hauptrollen.

## Handlung
Chefkoch Sebastian Holtmann hat überraschend gekündigt und so hat Antonia alle Hände voll zu tun. In Kürze ist eine Silber-Hochzeitsfeier angemeldet, die das gesamte Gelände mit Garten und Pension in Anspruch nehmen soll. Mitten in die Vorbereitungen platzt Tonis Exfreund HaJü und beschwert sich, dass sie ihm nicht gesagt hätte schwanger zu sein. Toni hatte zwar einen Ausrutscher mit ihm und deshalb einen Schwangerschaftstest in der Apotheke gekauft, aber das war auch schon alles. Sie wusste nicht, dass auch Postbote Hanno Haase gerade in die Apotheke kam und seine eigenen Schlüsse gezogen und diese auch gleich „weitergetragen“ hatte. Toni hält HaJü daraufhin einen Vortrag, dass sie selber entscheiden würde mit wem sie zusammen sein will und er wäre das ganz sicher nicht. Sich selber gesteht sie dabei ein, dass sie schon ganz gern ein Kind hätte – nur ohne Vater. Ihre Freundin Andrina, die als Sprechstundenhilfe in einer Frauenarztpraxis arbeitet, hat nun nichts anderes zu tun ihr den aktuellen Samenspenderkatalog vorbeizubringen. Aber das gefällt Toni erst recht nicht. Eigentlich sehnt sie sich doch eher nach einer Partnerschaft...aber nicht mit HaJü. Allerdings, warum eigentlich nicht. HaJü hat sich schließlich in den letzten Jahren geändert und unterstützt sie und ihre Mutter, wo er nur kann.
Ihre Mutter Adelheid hat derweil mit der Planung der großen Silber-Hochzeitsfeier der Familie Lange zu tun. Dabei stellt sie fest, dass die Silberbraut Kerstin eine alte Jugendfreundin ist. Als sie sich beide allein unterhalten gesteht ihr Kerstin ihre Liebe zu einer anderen Frau, was aber bisher niemand weiß. Heidi hat nun nichts besseres zu tun, als ihrer Freundin Hannelotte davon zu berichten. Ein wenig erhofft sie sich Rat, wie sie damit umgehen soll. Allerdings wusste Heidi schon vor über 40 Jahren, dass Kerstin sich nichts aus Männern macht und darum findet sie diese Hochzeitsfeier und die Erneuerung des Eheversprechens nicht richtig. Hannelotte ist ihr aber keine große Hilfe und rät ihr sich da rauszuhalten. Das kann Heidi aber nicht. Umgehend nimmt sie Kontakt zu Kerstins Geliebter auf, um mit ihr zu sprechen. Auch ihr wäre es lieber wenn sich Kerstin zu ihr bekennen würde und sich vor ihrem Mann outen, aber sie will sie zu nichts drängen.
Inzwischen sieht auch Kerstin ein, dass diese Feier eigentlich nicht richtig wäre und verlogen. Trotzdem kriegt sie es nicht fertig, ihrem Mann so ganz direkt die Wahrheit zu sagen. Am Tag der großen Feier ist Kerstins Mann gerade dabei seinen Treueschwur zu leisten, als Kerstins Geliebte erscheint. Heidi hatte sie geholt, damit es Kerstin endlich gelingt ehrlich zu sich und ihrem Mann zu sein. Mathias Lange bricht daraufhin mit einem Kreislaufkollaps zusammen, aber da Kerstins Freundin Ärztin ist, kann sie ihm gleich helfen und dessen Blutdruck wieder in die Norm bekommen. So sprechen sich Kerstin und Mathias endlich aus und können die Zukunft nun neu gestalten.
HaJü hat sich die Worte zu Herzen genommen, die Toni zu ihm gesagt hatte, was seinen Style betrifft. Bestärkt vom Silberbräutigam der ihm geraten hatte, um seine Liebe zu kämpfen, verkauft er seinen Sportwagen und kleidet sich neu ein. Ohne Schnurrbart, im Anzug und einem kleinen Lieferwagen tritt er vor Toni und meint: „Du hast gesagt, wenn ich was ändere, gäb's eine Chance!“ Toni ist verblüfft und küsst HaJü.

## Hintergrund
Meine Mutter raubt die Braut wurde im Auftrag von ARD Degeto von der „Bantry Bay Productions“ produziert und vom 23. April bis zum 25. Mai 2022 in Remscheid und im Rhein-Sieg-Kreis unter dem Arbeitstitel Meine Mutter und die Gerüchteküche gedreht.

## Rezeption

### Einschaltquote
Die Erstausstrahlung von Meine Mutter raubt die Braut erfolgte am 4. November 2022 und wurde in Deutschland von 3,37 Millionen Zuschauern gesehen. Er erreichte einen Marktanteil von 12,4 Prozent für Das Erste.

### Kritiken
Für Evangelisch.de stellt Tilmann P. Gangloff fest: „Es ist immer wieder beeindruckend, wie scheinbar mühelos die einst als ‚Süßstoff‘-Termin verschrienen ARD-Freitagsfilme Themen aufgreifen, die viel Diskussionsstoff bieten.“ „Es ist der ARD hoch anzurechnen, dass sie die eher ältere und mutmaßlich auch eher konservative Zielgruppe dieses Sendeplatzes mit sanftem Druck dazu bringt, sich mit Dingen zu beschäftigen, die nicht zu ihrem Alltag gehören. Das funktioniert erfahrungsgemäß am besten über die Identifikation mit den Hauptfiguren“ „Zumindest hintergründig hat […] auch dieser Teil des Films ernste Anteile, denn tatsächlich steht Tonis vorübergehender Kinderwunsch für die Sehnsucht, ihr Leben mit einem anderen Menschen zu teilen.“
Bei prisma.de wertete Aylin Rauh: „In ‚Meine Mutter raubt die Braut‘ wird das Leben so gezeigt, wie es wirklich ist. Alltägliche und gesellschaftsrelevante Themen, vor allem Realitäten der Generation Ü50, werden hier auf eine charmante Art aufgegriffen – mit der Botschaft, dass es für das wahre Ich und die Liebe nie zu spät ist. Das klingt alles in allem recht ernst, aber mit dem insgesamt schon achten Teil der Reihe inszenierte Regisseurin Bettina Schoeller Bouju zum Buch von Christian Pfannenschmidt einen Film, der auch von großer Leichtigkeit getragen und deshalb höchst unterhaltsam ist.“
Oliver Armknecht von film-rezensionen.de meinte: „‚Meine Mutter raubt die Braut‘ fängt mal wieder mit einer alten Bekannten von Heidi an, die urplötzlich vor ihr steht. Das ist ebenso langweilig wie die Figuren, denen keine Entwicklung vergönnt ist. Insgesamt ist die Komödie zwar etwas besser als die beiden vorangegangenen Teile. Trotz eines gut gemeinten Appells für mehr Akzeptanz und Offenheit verpasst man hier nicht viel.“
Die Südwest Presse hieß es: „In der Komödie hat Adelheid Janssen durch einen Zufall die Möglichkeit einen Fehler aus der Vergangenheit wieder gutzumachen und gleichzeitig einer Freundin zu helfen. Ihre Tochter Antonia befindet sich parallel inmitten von Restaurant-Chaos und Kinderwunsch und bräuchte gerade jetzt nichts dringender als ihre Mama...“